# Indalsälven
Indalsälven, også kaldet Jämtlandsälven, Litsälven og Storsjöälven er en af Sveriges mest vandrige floder. Den er 426 kilometer lang og har ni vandkraftværker undervejs. Floden udspringer i Jämtlandsfjeldet og munder ud i den Botniske Bugt cirka 20 kilometer nordøst for Sundsvall. Det totale areal af afvandingsområdet er på 26.727 km2. Vigtige bifloder til Indalsälven er Järpströmmen, Långan, Hårkan og Ammerån.